# レオポルド・ケロル
レオポルド・ケロル・イ・ロソ（Leopoldo Querol i Roso, 1899年11月15日 - 1985年8月26日）は、スペイン出身のピアノ奏者。
バレンシア地方のカステリョン県ビナロスの生まれ。バレンシア音楽院でホセ・ベルベルとエドゥアルド・ロペス・チャバーリに、パリでリカルド・ビニェスにそれぞれピアノを師事。パリではモーリス・ラヴェルやフランシス・プーランクの知己を得た。古楽の研究にも勤しみ、1929年には「ウプサラの歌」の研究でバレンシア大学の博士号を取得している。1936年にはフェデリコ・エリサルデの協奏交響曲の初演にピアノ独奏として加わる。また、ホアキン・ロドリーゴから英雄的協奏曲を献呈されている。
1966年にはスペイン当局からアルフォンソ十世勲章十字章を贈られた。
1985年にカステリョン県ベニカシムで死去した。